# 蔭山和夫
蔭山 和夫（かげやま かずお、1927年1月16日 - 1965年11月17日）は、日本のプロ野球選手（内野手）。

## 経歴
旧制市岡中学では1942年に、「幻の甲子園大会」と呼ばれる全国中等学校野球大会に出場。しかし1回戦で平安中の富樫淳に抑えられノーヒットノーランを喫する。当時のチームメイトに青木一三がいる。卒業後は早稲田大学へ進学。1946年春季リーグから再開された東京六大学野球リーグでは、内野手として在学中全試合に出場、3回の優勝に貢献した。1949年には主将を務める。リーグ通算92試合出場、341打数94安打、打率.276、2本塁打、38打点。74得点は2008年に上本博紀が83得点で更新するまでリーグ記録であった。
1950年に南海ホークスに入団。開幕から主に二塁手として起用され、5割強の出塁率を残し、規定打席（13位、打率.287）にも達する。同年の15三塁打は1946年の鈴木清一を上回る当時の日本記録（翌年に金田正泰が更に更新）で、2021年現在まで新人最多記録となっている。また本塁打9本は、当時の南海監督鶴岡一人が戦前の1リーグ時代の1939年に記録した10本塁打に次ぐ記録で、1961年に小池兼司が同じ9本で並んだものの、2022年に野村勇が上回るまで、2リーグ制以降の球団新人最多記録であった。翌1951年は1番打者、三塁手に回り、大下弘に次ぐリーグ2位の打率.315を記録。リーグ3位の42盗塁を決め、リーグ優勝に貢献。新人王、初のベストナインに選ばれた。同年から4年連続でオールスターゲームに出場。巨人との日本シリーズでは全5試合に先発出場するが18打数4安打、2打点に終わる。翌1952年も2年連続でベストナインに選出されるが、巨人との日本シリーズは19打数5安打とあまり活躍の場はなかった。1953年にもリーグ5位となる打率.303を残すなど活躍。しかし巨人との3度目の日本シリーズも全7試合のうち後半3試合は無安打と、チャンスメーカーの役割を果たせず、シリーズ3年連続の敗戦を喫する。球を良く見る打者で四球を多く選び、高い出塁率を誇った。1951年から1953年まで3年連続で30盗塁以上を記録するなど俊足で、リーグ最多三塁打を4回記録した。守備力も高く、飯田徳治、木塚忠助らと共に「百万ドルの内野陣」を形成し、リードオフマンとしてチームに大きく貢献した。
1958年までレギュラーを守るが、故障欠場も多くなり、1959年は森下整鎮らに定位置を譲る。同年限りで現役引退。その後はヘッドコーチとなり、監督の鶴岡一人を支える名参謀ぶりを発揮した。1962年には途中休養した鶴岡に変わって監督代行を務めた。球界でも有数の理論家として知られ、現役時代の野村克也の良き理解者だったといわれる。その理論家ぶりには阪急ブレーブス監督だった西本幸雄も目を付け、フロントの矢形勝洋（蔭山とはビリヤード仲間だった）を通じてヘッドコーチへの招聘を図り、蔭山も「西本さんの野球には興味がある」と前向きだったが、後述の南海監督就任のため、実現しなかった。蔭山は1965年のオフ、ヘッドコーチの辞表をいったん球団に提出している。
1965年11月13日に鶴岡の勇退を受けて南海監督に就任したが、4日後の17日に急性副腎皮質機能不全で急死した。享年38。奇しくもこの日は第1回ドラフト会議の日でもあった。蔭山の死去を受けて鶴岡は勇退を撤回し、1968年まで指揮を執った。

## 詳細情報

### 年度別打撃成績
| 年 度      | 球 団      | 試 合 | 打 席 | 打 数 | 得 点 | 安 打 | 二 塁 打 | 三 塁 打 | 本 塁 打 | 塁 打 | 打 点 | 盗 塁 | 盗 塁 死 | 犠 打 | 犠 飛 | 四 球 | 敬 遠 | 死 球 | 三 振 | 併 殺 打 | 打 率 | 出 塁 率 | 長 打 率 | O P S |
| ---------- | ---------- | ----- | ----- | ----- | ----- | ----- | -------- | -------- | -------- | ----- | ----- | ----- | -------- | ----- | ----- | ----- | ----- | ----- | ----- | -------- | ----- | -------- | -------- | ----- |
| 1950       | 南海       | 120   | 492   | 432   | 71    | 124   | 17       | 15       | 9        | 198   | 66    | 25    | 6        | 1     | --    | 58    | --    | 1     | 46    | 1        | .287  | .373     | .458     | .831  |
| 1951       | 南海       | 104   | 477   | 410   | 97    | 129   | 12       | 13       | 6        | 185   | 28    | 42    | 9        | 6     | --    | 61    | --    | 0     | 44    | 1        | .315  | .403     | .451     | .855  |
| 1952       | 南海       | 121   | 508   | 430   | 86    | 110   | 21       | 10       | 9        | 178   | 39    | 36    | 12       | 9     | --    | 65    | --    | 4     | 73    | 3        | .256  | .359     | .414     | .773  |
| 1953       | 南海       | 112   | 502   | 422   | 86    | 128   | 13       | 9        | 8        | 183   | 38    | 36    | 12       | 9     | --    | 70    | --    | 1     | 56    | 2        | .303  | .404     | .434     | .837  |
| 1954       | 南海       | 134   | 583   | 495   | 71    | 130   | 22       | 12       | 7        | 197   | 47    | 23    | 13       | 13    | 0     | 74    | --    | 1     | 63    | 2        | .263  | .360     | .398     | .758  |
| 1955       | 南海       | 111   | 389   | 317   | 49    | 73    | 16       | 0        | 5        | 104   | 28    | 16    | 7        | 7     | 1     | 63    | 0     | 1     | 57    | 3        | .230  | .360     | .328     | .688  |
| 1956       | 南海       | 109   | 291   | 235   | 44    | 55    | 13       | 3        | 4        | 86    | 15    | 14    | 8        | 11    | 4     | 40    | 1     | 1     | 39    | 1        | .234  | .348     | .366     | .714  |
| 1957       | 南海       | 81    | 270   | 226   | 33    | 50    | 10       | 1        | 3        | 71    | 20    | 3     | 4        | 2     | 2     | 40    | 0     | 0     | 49    | 3        | .221  | .338     | .314     | .653  |
| 1958       | 南海       | 105   | 357   | 299   | 43    | 67    | 8        | 3        | 2        | 87    | 18    | 14    | 2        | 4     | 1     | 53    | 1     | 0     | 61    | 7        | .224  | .341     | .291     | .632  |
| 1959       | 南海       | 47    | 80    | 68    | 12    | 15    | 0        | 0        | 0        | 15    | 3     | 5     | 2        | 1     | 0     | 11    | 0     | 0     | 12    | 1        | .221  | .329     | .221     | .550  |
| 通算：10年 | 通算：10年 | 1044  | 3949  | 3334  | 592   | 881   | 132      | 66       | 53       | 1304  | 302   | 214   | 75       | 63    | 8     | 535   | 2     | 9     | 500   | 24       | .264  | .367     | .391     | .759  |

- 各年度の太字はリーグ最高

### 監督成績
- 33勝18敗2分

### 表彰
- 新人王（1951年）※ 松田清と共に昭和生まれ初
- ベストナイン：2回（三塁手部門：1951年、1952年）※昭和生まれ初

### 記録
初記録
- 初出場：1950年3月11日、対阪急ブレーブス1回戦（西宮球場）

節目の記録
- 1000試合出場：1959年4月19日 ※史上47人目

その他の記録
- 最高出塁率：1回（1953年）※当時連盟表彰なし
- 1試合3三塁打（1951年9月28日）※プロ野球記録
- 3打席連続三塁打（1951年9月28日 - 29日）※プロ野球記録
- 3試合連続三塁打（1954年9月29日 - 10月2日）※パ・リーグ記録
- 3年連続最多三塁打（1950年 - 1952年）※パ・リーグ最長タイ、新人から3年連続は史上最長
- 1試合17塁打（1951年9月28日）※パ・リーグ記録
- 最多三塁打4回　※福本豊に次ぐパ・リーグ2位タイ
- オールスターゲーム出場：4回（1951年 - 1954年）

### 背番号
- 12（1950年 - 1960年）
- 50（1961年 - 1965年）